# Olivier Meyer

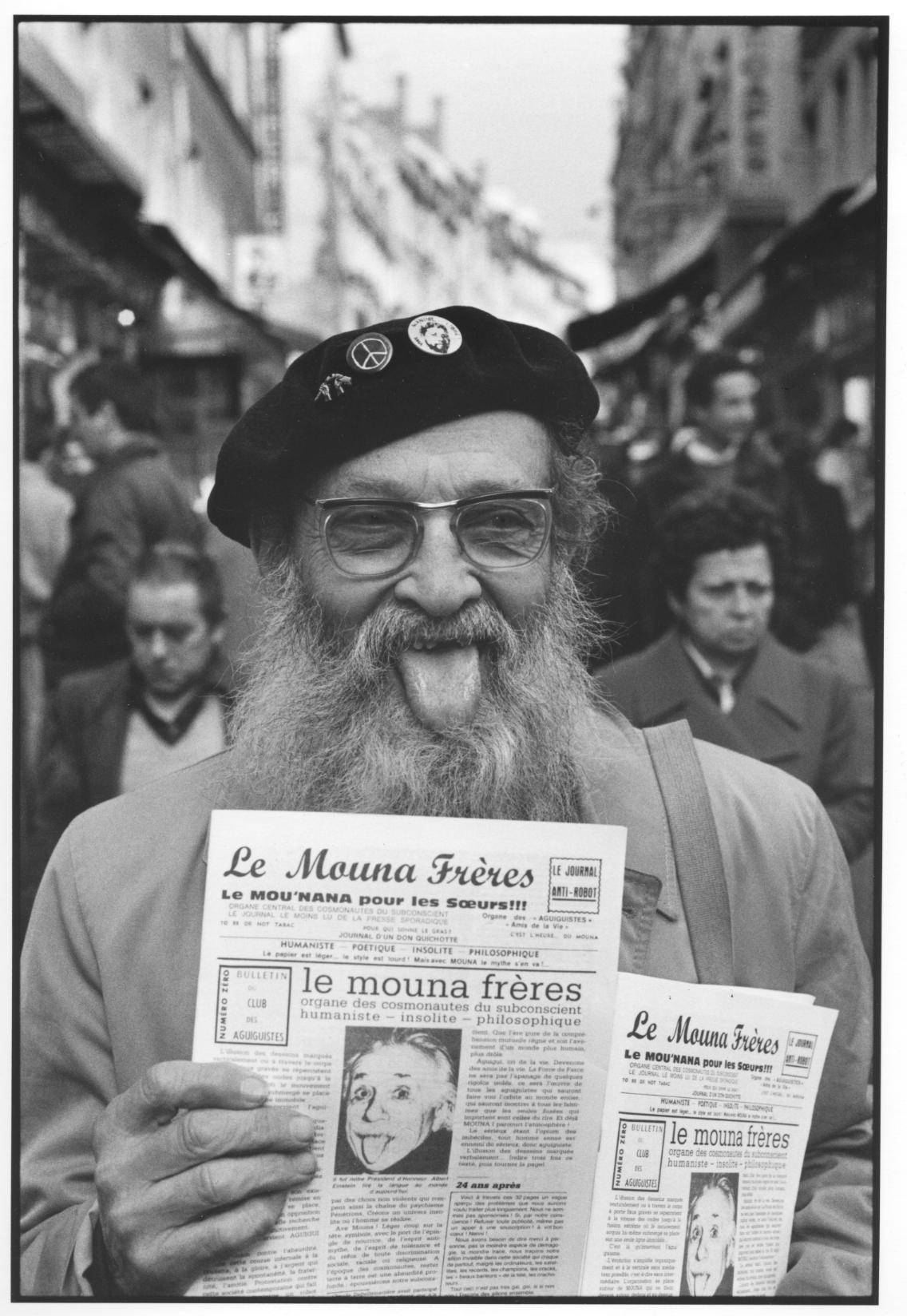
Aguigui Mouna

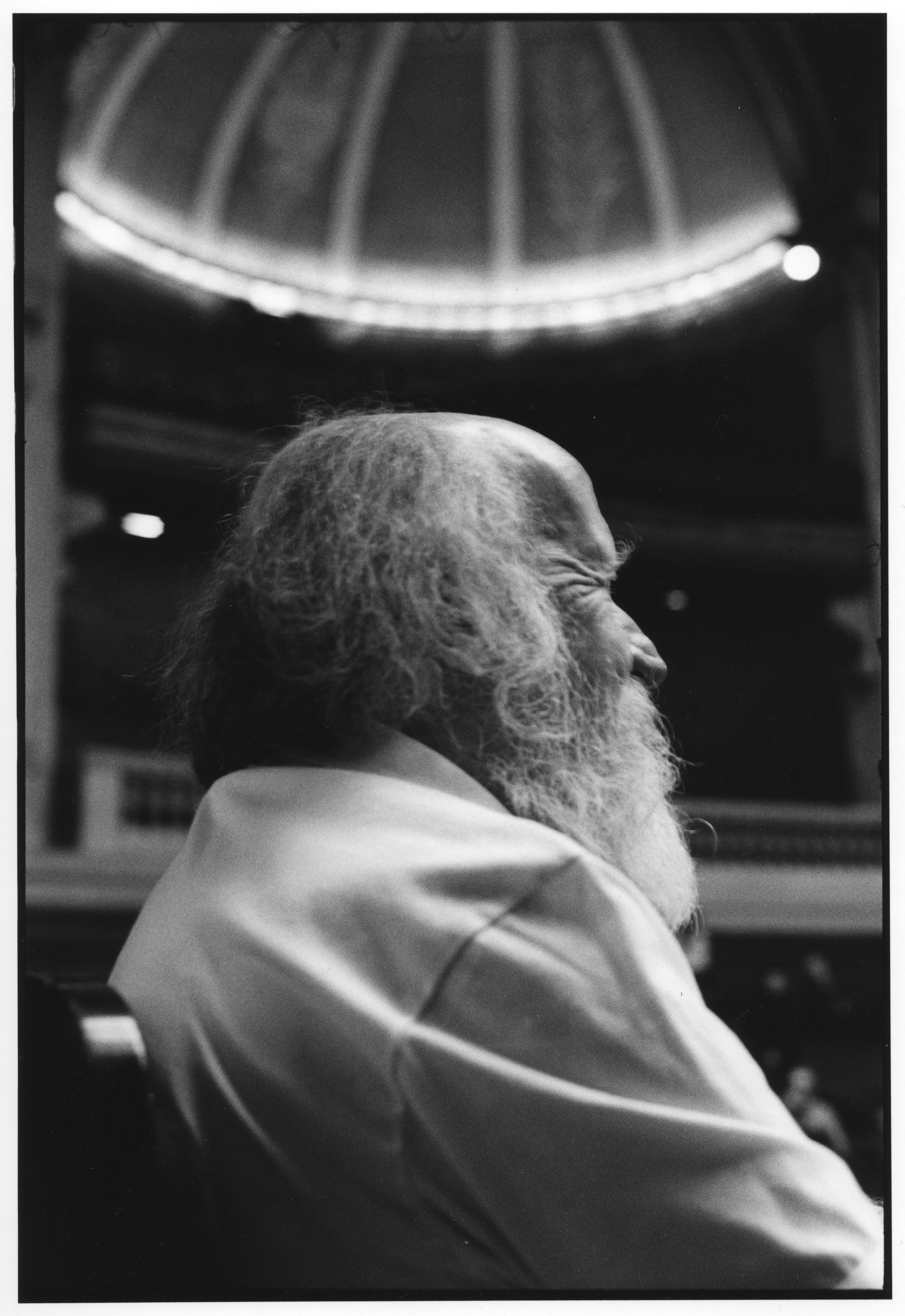
Hubert Reeves

Olivier Meyer (* 22. srpna 1957) je francouzský fotograf. Žije a pracuje v Paříži ve Francii.

## Životopis
Jeho fotoreportáž byla poprvé publikována v časopise France-Soir Magazine a následně v deníku France Soir v roce 1981. Od roku 1989 společnost Éditions Marion Valentine produkovala výběr jeho černobílých fotografií z Paříže jako pohlednice.
Často potkával fotografa Édouarda Boubata na pařížském Ile Saint-Louis a v laboratoři Publimod na rue du Roi de Sicile. Když Boubat viděl jeho fotografie, řekl mu: „Na konci dne všichni děláme totéž...“ Když byl v roce 2007 uveden v magazínu Le Monde 2 jeho práce, všiml si toho majitel galerie Charles Zalber který vystavoval své fotografie v galerii Photo4 spravované Victorem Mendèsem.

## Tvorba
Jeho práce spočívá v tradici humanistické fotografie a pouliční fotografie s použitím stejného materiálu jako mnoho předchůdců tohoto stylu: černobílý film Kodak Tri-X, bromido stříbrné tisky na barytový papír, fotoaparáty Leica M3 nebo Leica M4 s 50 nebo 90 mm objektivem. Tenká černá čára lemující tisky dokazuje, že obrázek nebyl oříznut.
Inspiraci mu poskytli Henri Cartier-Bresson, Édouard Boubat nebo Saul Leiter. Jeho portrét Aguiguiho Mouny, který vyplazuje jazyk podobně jako Albert Einstein, byl publikovaný v pohlednicové podobě v roce 1988. Následně jako ilustrace v knize Anne Gallois sloužil jako plán pro šablonu umělce Jefa Aérosola v roce 2006 následně jako reprodukce v knize VIP. Jeho fotografie byly vystaveny v galerii Photo4 v Paříži v dubnu 2008 a znovu v lednu 2010 spolu s fotografiemi Ralpha Gibsona.
V září 2012 uspořádala galerie Dupif v Paříži exkluzivní výstavu jeho děl u příležitosti vydání knihy Paris Nothing new (Paříž, nic nového).

## Sbírky
- Židovské muzeum Belgie, Brusel, Belgie[15]
- Musée de la photographie à Charleroi, Belgie[16]

## Galerie

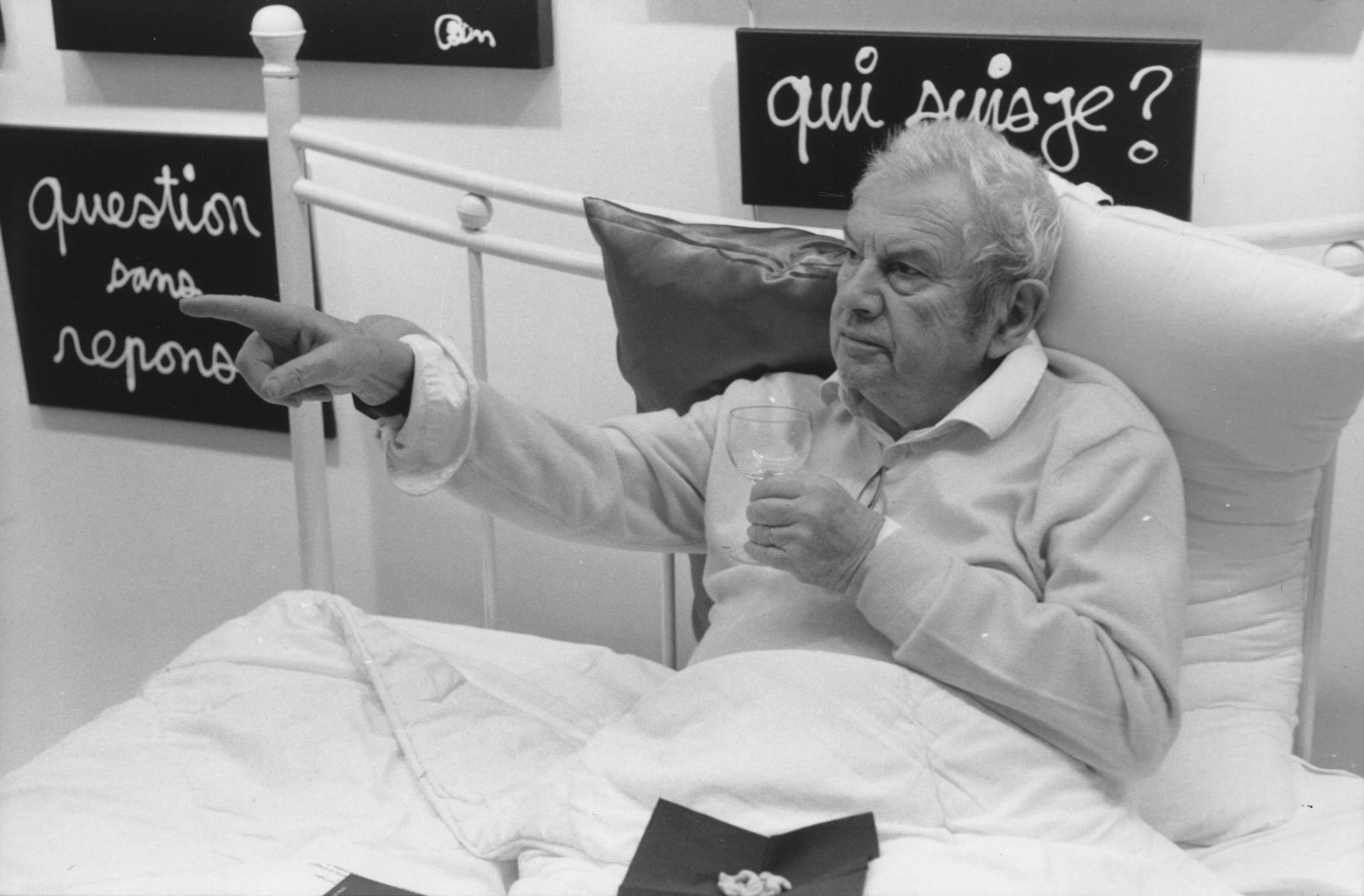
Benjamin Vautier, 2019
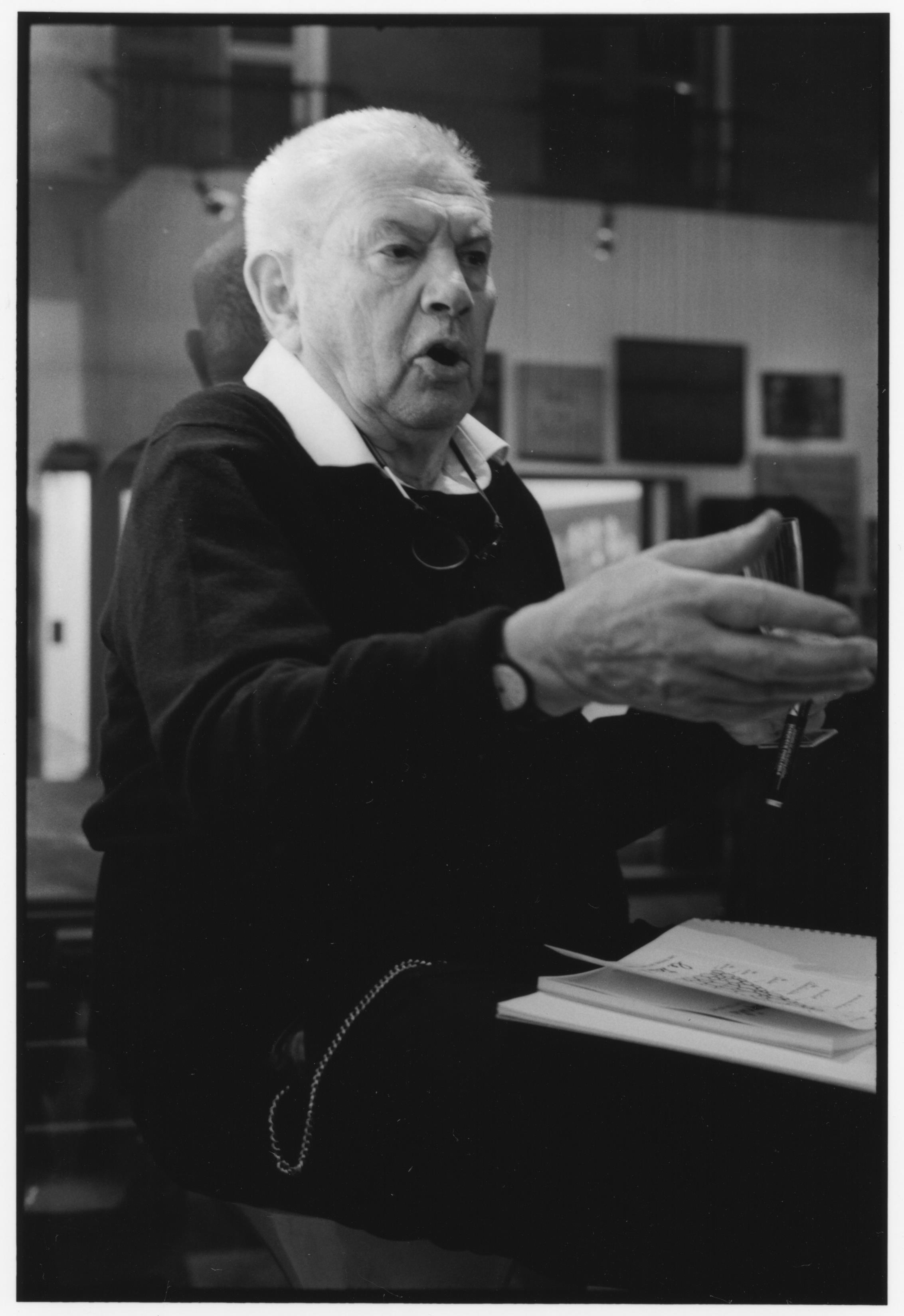
Benjamin Vautier
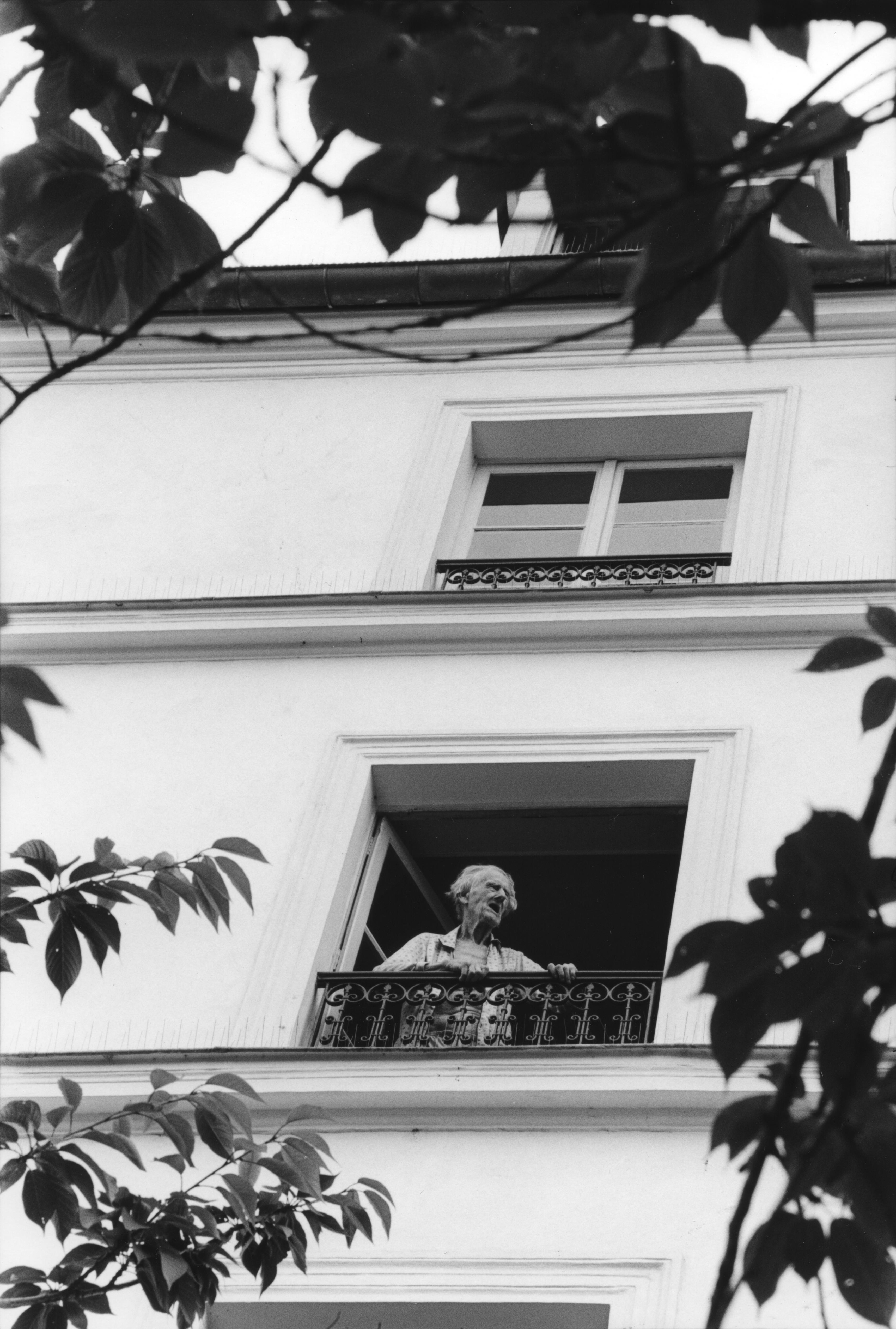
George Whitman
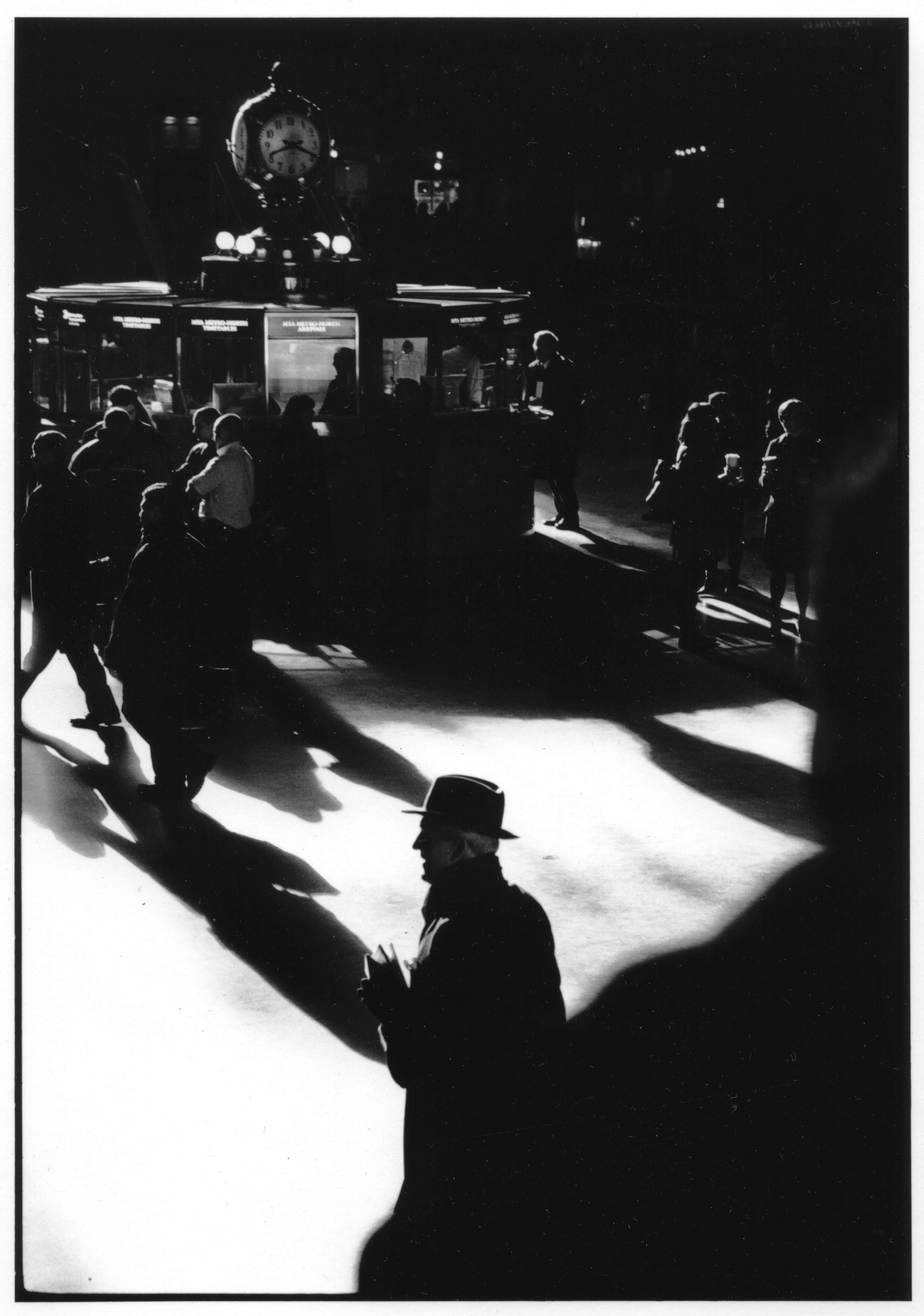
Grand Central Terminal
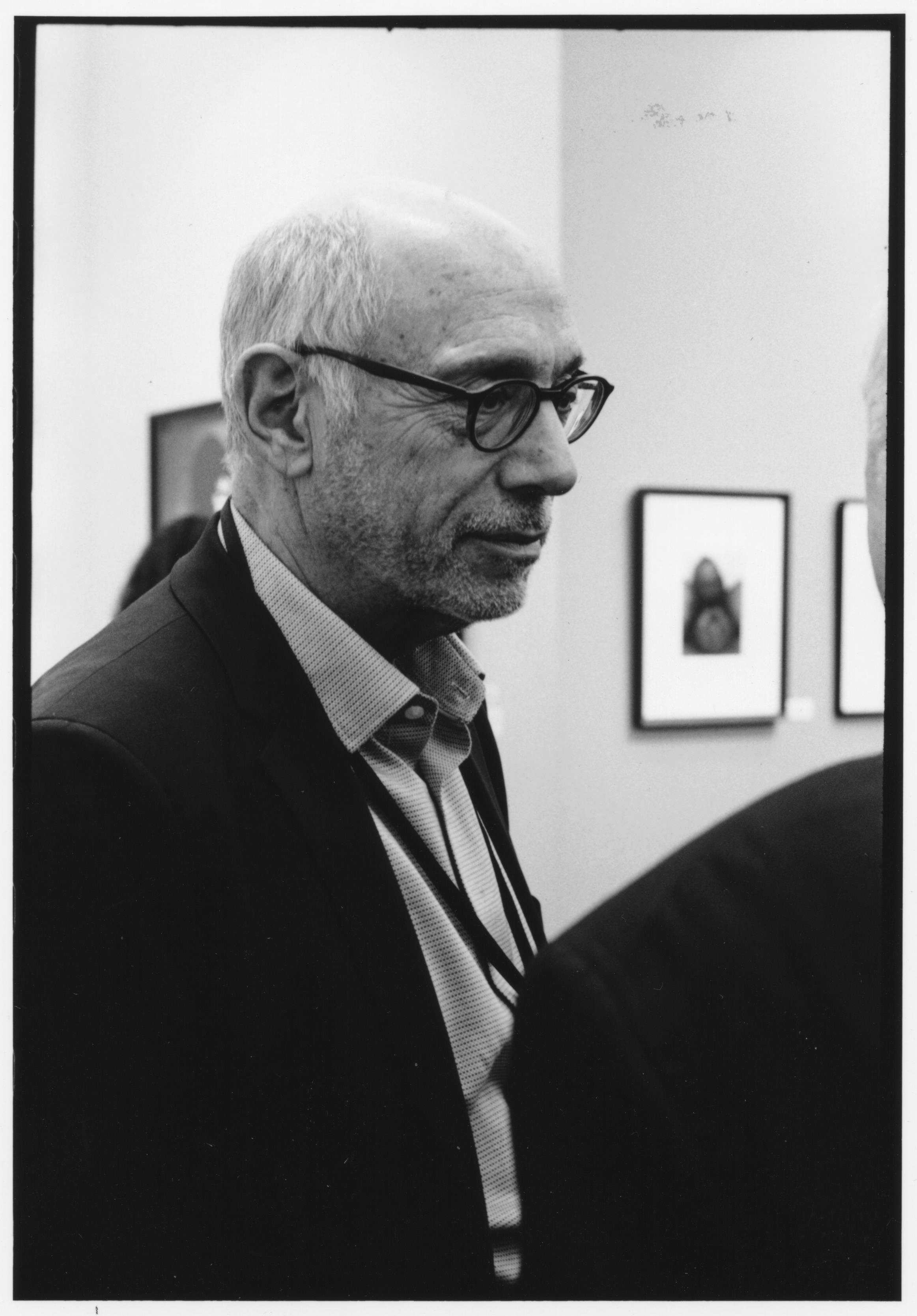
Howard Greenberg
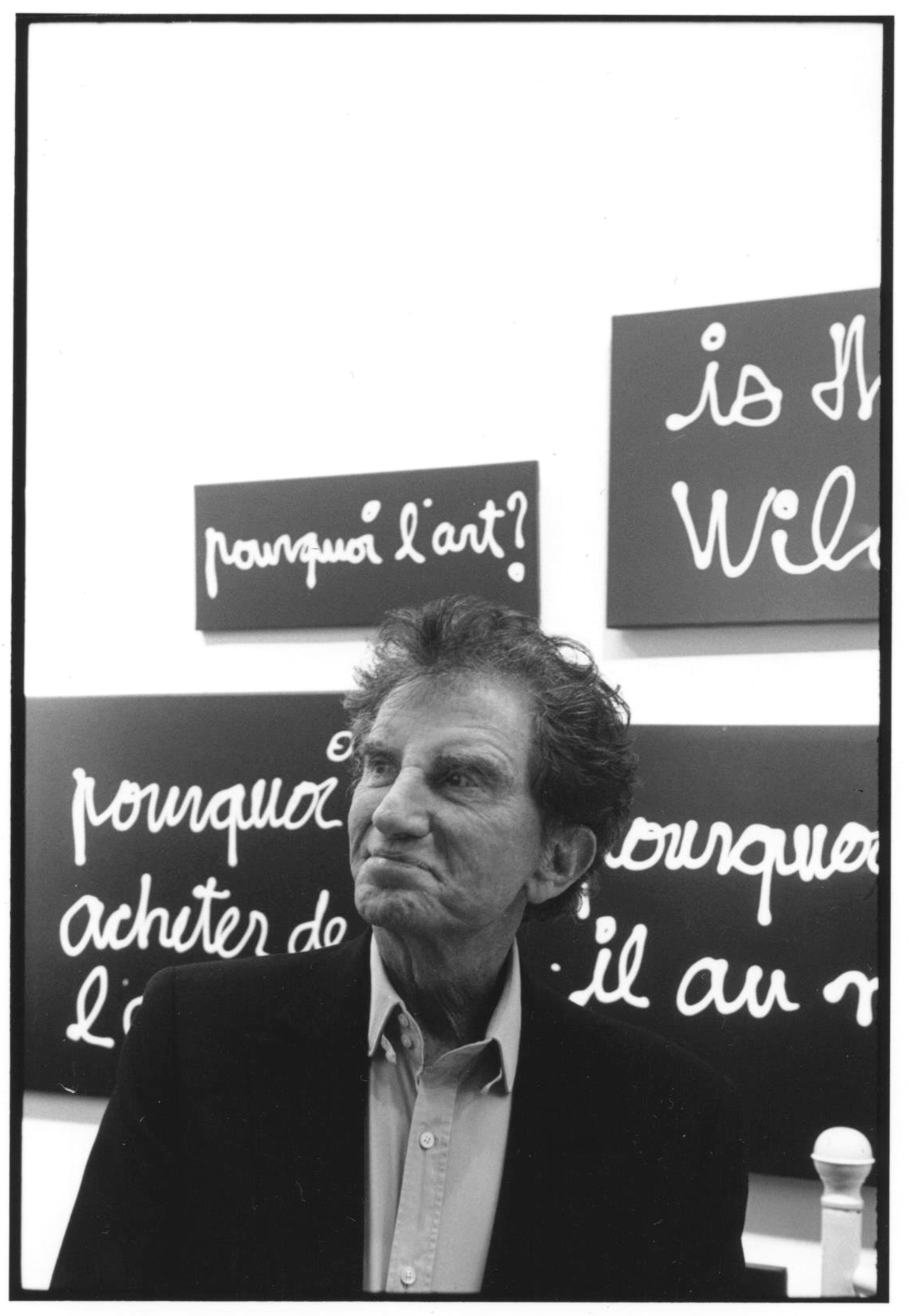
Jack Lang, 2019
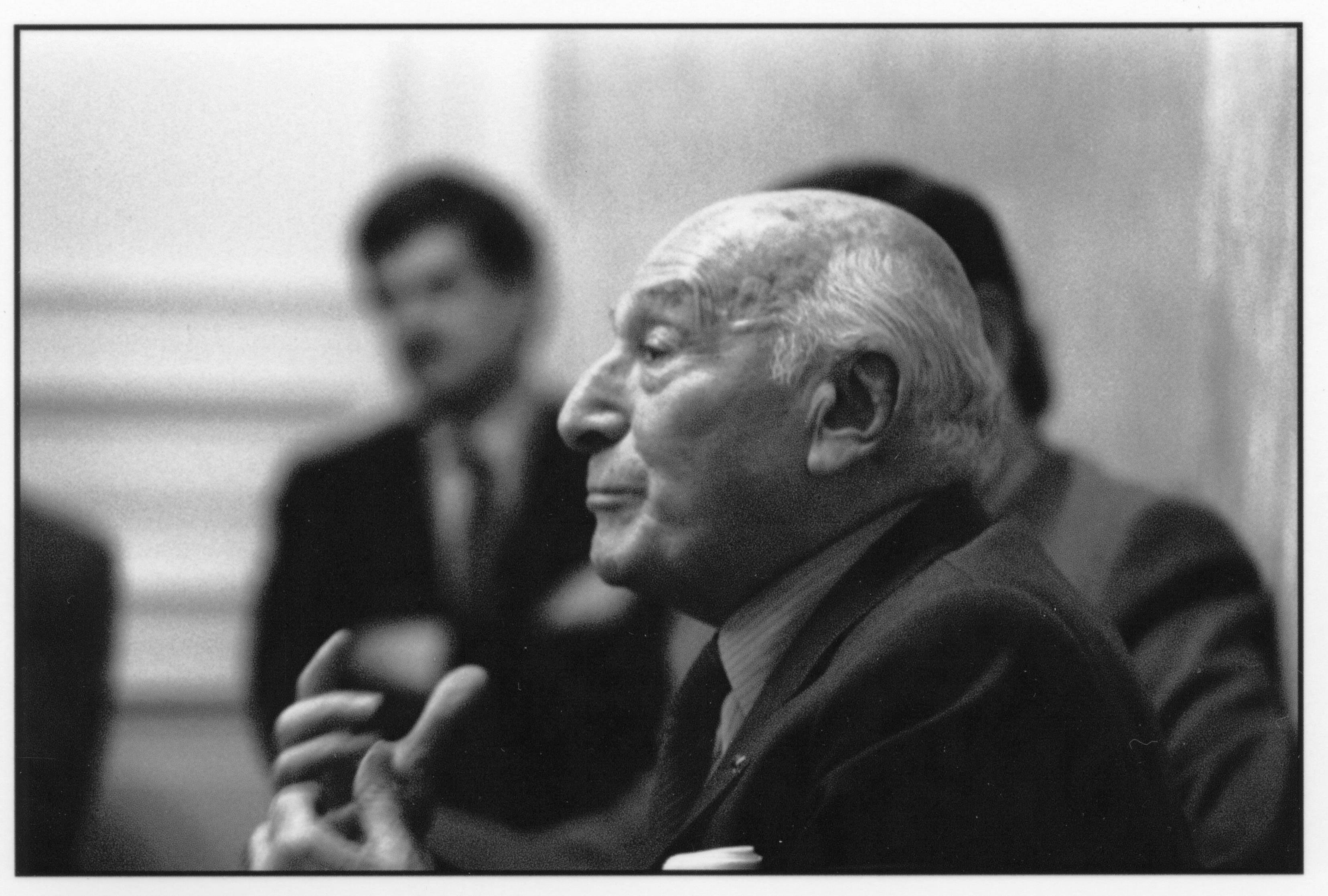
Jean Pierre-Bloch
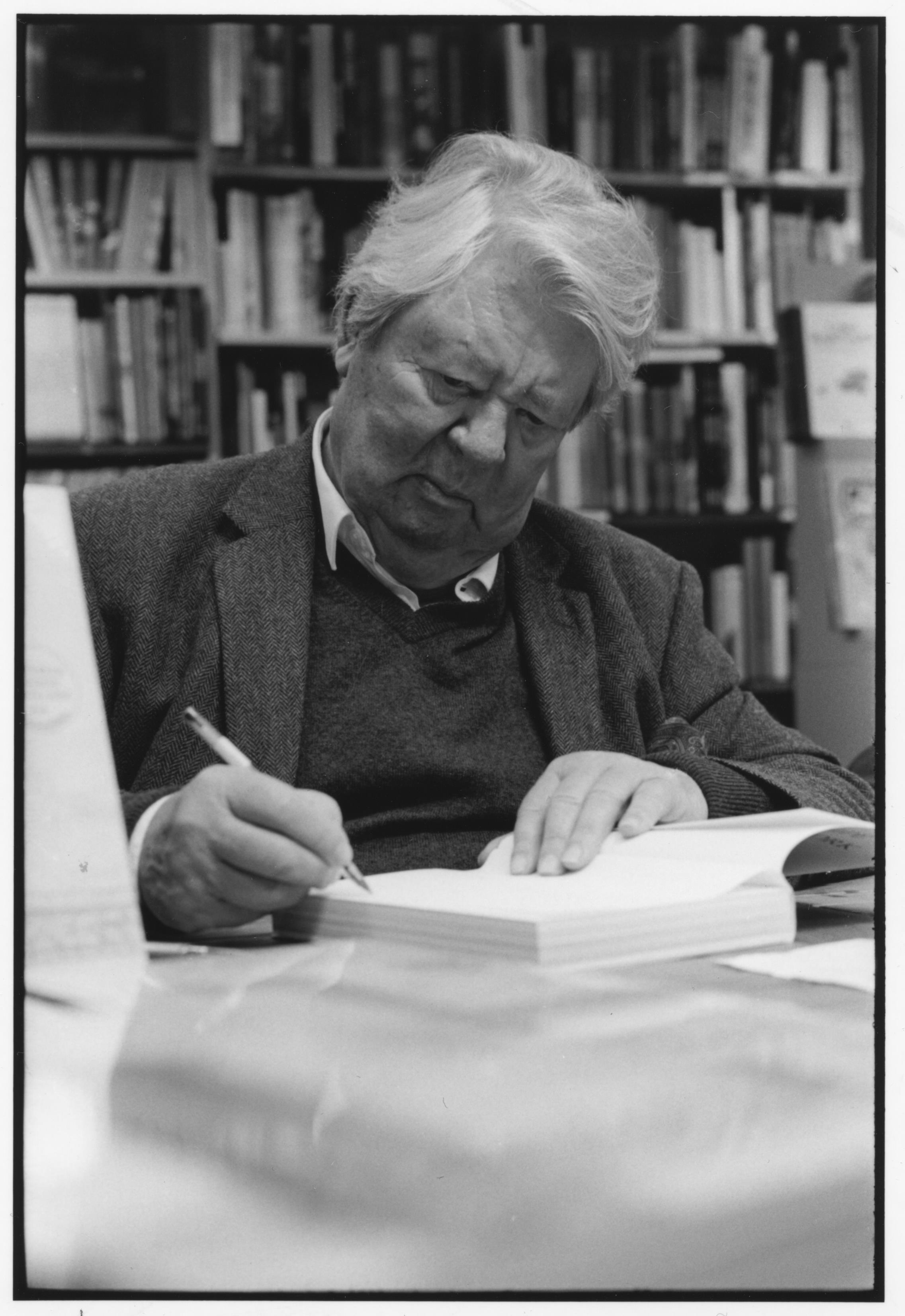
Jean-Jacques Sempé, 2016
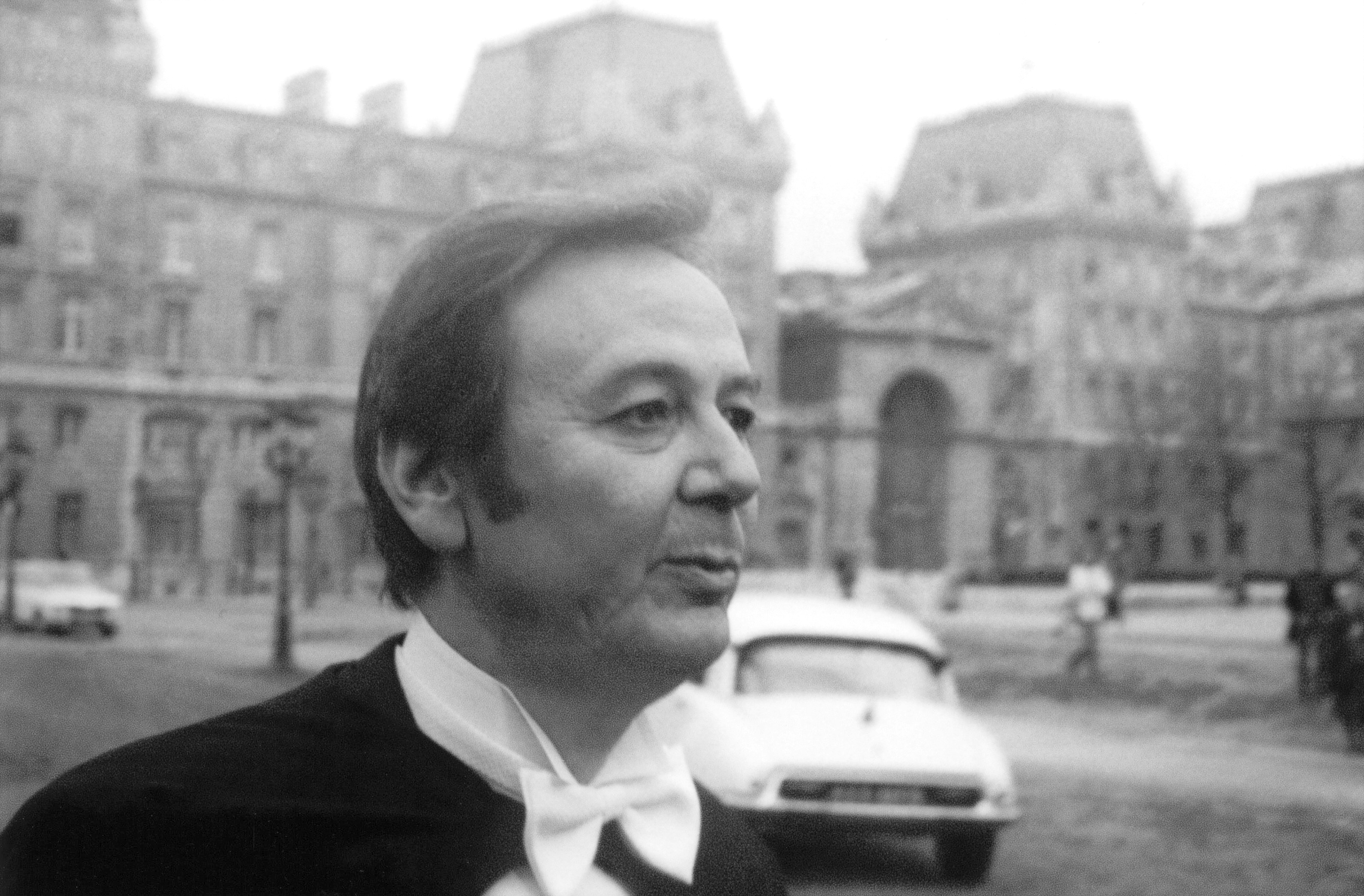
Maurice Biraud